# Рейхскомиссариат Дон-Волга
Рейхскомиссариат Дон-Волга (нем. Reichskommissariat Don-Wolga) — административно-территориальное образование в составе нацистской Германии, планировавшееся к созданию на территории, простиравшейся от Азовского моря до АССР Немцев Поволжья. В официальных документах, издававшихся в Германии и на оккупированных территориях, именовалась Dongebiet (в переводе означает земли, примыкающие к Дону).
У территории, на которой долженствовало произойти создание рейхскомиссариата, отсутствовали естественные границы, единая система экономических отношений; также там проживали представителей ряда национальностей. Статус административного центра планировалось присвоить городу Ростов-на-Дону. Альфред Розенберг выдвигал кандидатуру Дитриха Кляггеса на пост рейхскомиссара.
Несмотря на существование планов по установлению одного из пяти типов оккупационного режима, проект так и не удалось осуществить в силу отсутствия в этом острой необходимости и принятия решения правительством нацистской Германии во второй половине 1941 года о минимизации количества субъектов, планировавшихся к созданию на оккупированных территориях СССР, до четырёх. По мнению Альфреда Розенберга, поддержанного Адольфом Гитлером, захваченные области предстояло включить в состав Рейхскомиссариата Украина и Рейхскомиссариата Кавказ. По другой версии, рейхскомиссариат Дон-Волга планировалось расположить на территории площадью 55 тыс. км² и включить в его состав один из упразднённых субъектов Советского Союза, впоследствии долженствовавшего быть включённым в Рейхскомиссариат Украина, в состав которого, помимо рейхскомиссариата Волга-Дон, определялись генеральные округа Ростов, Воронеж и Саратов.

## См. также Планировавшиеся Рейхскомиссариаты

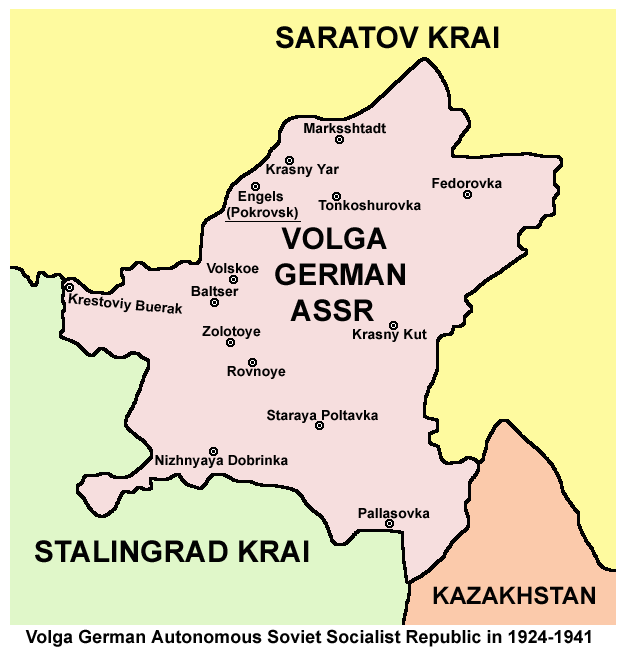
Территория, которая должна была стать частью планируемого Рейхскомиссариата (изначально это границы АССР Немцев Поволжья).